# NGC 3646
NGC 3646 is een ringvormig sterrenstelsel in het sterrenbeeld Leeuw. Het hemelobject werd op 15 februari 1784 ontdekt door de Duits-Britse astronoom William Herschel.

## Synoniemen
- UGC 6376
- MCG 3-29-37
- ZWG 96.34
- KCPG 281A
- PGC 34836